# Tout peut arriver (film, 1969)
Pour les articles homonymes, voir Tout peut arriver.
Pour plus de détails, voir Fiche technique et Distribution.
Tout peut arriver est un film français réalisé par Philippe Labro, sorti en 1969.

## Synopsis
De retour en France après quelques mois passés aux États-Unis, un journaliste part à la recherche de son ex-femme, Laura, portée disparue depuis deux mois.
Dans le même temps, il voyage en auto-stop à travers la France pour faire dans ses articles le portrait d'inconnus : Jean, Fabrice ou Stella, une Américaine étudiante à Dijon dont il s'éprend.

## Fiche technique
- Titre : Tout peut arriver
- Réalisation : Philippe Labro
- Scénario et dialogues : Philippe Labro
- Photographie : Willy Kurant
- Montage : Claude Barrois
- Musique : Eddie Vartan - chanson La route interprétée par Nino Ferrer - chanson Don't be blue par Bob Martin (chanteur)
- Son : Antoine Bonfanti
- Productrice: Mag Bodard
- Pays de production :  France
- Genre : Film dramatique
- Durée : 80 minutes
- Date de sortie :
  - France : 26 novembre 1969

## Distribution
- Jean-Claude Bouillon : Philippe Marlot
- Catherine Allégret : Karine, la veuve du chanteur suicidé
- Prudence Harrington : Stella, étudiante américaine
- Chantal Goya : Chantal
- Fabrice Luchini : Fabrice
- André Falcon : Jean, l'automobiliste
- Marius Laurey : l'homme au pistolet
- Catherine Deneuve : elle-même (en interview)
- Bob Asklöf : le routard
- Roger Lumont : le camionneur moustachu [1]
- Jean-François Gobbi : l'animateur de radio
- Alix Dufaure : la prostituée qui a des protecteurs
- O.W.Riegel : le père de Stella
- Louis Nucera : le premier policier dans le café
- André Asséo : le second policier dans le café
- Philippe Labro : le policier au chapeau
- Bertrand Tavernier : un spectateur au ciné-club du Studio Bertrand
- Jacques Lanzmann : lui-même, parlant de l'adaptation de Hair (comédie musicale)
- James Arch : un ami de Marlot

## Autour du film
- Le film a été tourné en partie à Dijon[2] et à Lexington (Virginie).
- Fabrice Luchini interprète ici son tout premier rôle au cinéma. Il a à peine 17 ans, il joue le rôle de Fabrice et possède déjà le « phrasé Luchini » caractéristique (verlan compris).
- Il est diffusé pour la première fois à la télévision le 22 février 2015 sur D8, où Philippe Labro officie[3].